# 존 서틀

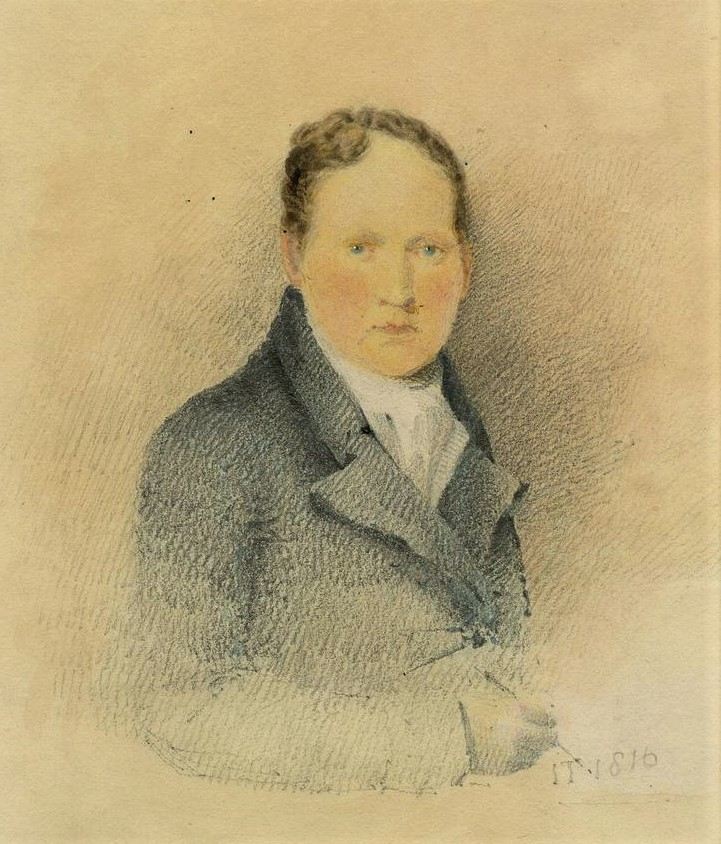
존 서틀(1777-1839)

존 써틀(John Thirtle, 1777년 6월 22일 세례 받음) – 1839년 9월 30일)은 영국의 수채화가이자 액자 제작자였다. 노리치에서 태어나 대부분의 삶을 살았던 그는 노리치 화가 학교 의 주요 멤버였다.
서틀의 삶의 대부분은 문서화되지 않았다. 런던 액자 제작자의 견습생 으로 일한 후, 그는 자신의 액자 제작 사업을 시작하기 위해 노리치로 돌아왔다. 그의 경력 동안 그는 드로잉 마스터, 인쇄 판매인 및 거울 제작자 로도 일했다. 그는 존 크롬 과 존 셀 코트만을 포함하여 노리치 화가 학교의 여러 구성원의 그림 프레임을 제작했다. 직장 생활 내내 그는 계속해서 그림을 그렸다. 1812년에 그는 코트만의 아내 Ann의 누이인 엘리자베스 Miles와 결혼했다. 서틀은 생애의 마지막 20년 동안 결핵에 시달렸고 건강이 악화되면서 1839년 사망할 때까지 예술적 성과가 감소했다. 1977년 이전에 출판되지 않은 그의 수채화에 관한 원고 논문은 아마도 자신이 사용하기 위한 것이었고 그는 100점 미만의 그림을 전시했다. Norwich Society of Artists의 회원인 그는 잠시 부회장을 역임했지만 1816년에 Society에서 탈퇴하여 별도의 협회인 Norfolk and Norwich Society of Artists를 결성한 예술가 중 한 명이었다. 이 협회는 3년 후에 해산되었다. .
서틀의 수채화의 대부분은 노리치와 주변 Norfolk 시골 지역이며 대부분이 강변 장면이다. 코트만의 영향을 받은 그의 스타일은 기술적으로 완성되었다. 그의 초기 풍경화는 제한된 범위의 담황색, 파란색 및 회갈색으로 칠해졌지만 나중에는 화려한 색상을 개발하여 각진 블록 형태를 포함하는 작품을 제작했다. 그가 광범위하게 사용한 남색 안료의 퇴색으로 인해 그의 수채화 중 몇 점의 품질이 저하되었다.

## 삶

### 가족, 초기 생애 및 견습

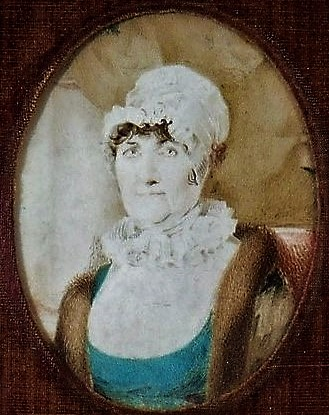
서틀의 어머니 수잔나의 초상 미니어처 (날짜 없음)

존 서틀에 대한 전기적 세부 사항의 대부분은 문서화되지 않았으며  그의 삶에 대해서는 알려진 바가 거의 없다.  존 서틀과 그의 아내 수잔나 링컨의 아들인 그는 아마도 노리치의 St Saviour's Church와 가까운 집에서 태어났고 1777년 6월 22일에 그 교회에서 침례를 받았다.   자매, Rachel은 1780년 8월 13일에 침례를 받았고 James라는 남동생은 1785년에 침례를 받았다.  그의 부모는 지역 사회에서 잘 알려진 구성원이었다. Magdalen Street에 있는 Elephant Yard에서 구두 제조업자 이자 가난한 사람들의 감독자 로 일했던 그의 아버지는 St Saviour's의 교회 관리인 이었다. 서틀의 어린 시절이나 교육에 대해 알려진 세부 사항은 거의 없다. 
1790년에 13세의 존은 노리치의 선도적인 조각가, 도금, 그림 상인 및 판화 제작자인 벤자민 재거의 견습생이 되었다.   1799년경에 서틀은 그림 액자를 만드는 견습생으로 봉사하기 위해 런던으로 이주했다.  아마도 올우드 씨 아래 있을 것이다.  견습 기간 동안 그는 96에 있는 루돌프 아커만 의 인쇄소 The Strand 에서 존 셀 코트만 의 사진을 연구했다. 

### 노리치로 복귀 및 이후 경력

#### 액자제작사업
1805년 견습 과정을 성공적으로 마친 서틀은 Norwich 로 돌아와서 Norwich Society of Artists 전시회에서 5점의 그림을 선보였으며  Magdalen Street에 있는 상점에서 액자와 판화를 제작하기 시작했다. 주로 사건이 없는 삶으로 보이는 동안 그는 고향을 다시는 거의 떠나지 않았다.  1806년 노리치에서 이미 액자 제작자이자 도금공으로 자리를 잡았을 때 그는 협회 카탈로그에 자신을 "미니어처 화가 및 드로잉 마스터"라고 설명했다. 그의 사업 활동, 특히 그의 장식용 액자 제작  Norwich 액자 시장을 장악한 제레미아와 윌리엄 프리만과의 강력한 경쟁에도 불구하고 Norwich 화가 학교 의 재정적으로 더 성공적인 구성원 중 한 명이 되도록 이끌었다.  
Norwich School 구성원의 그림은 코트만, 존 크롬, 토마스 라운드, 제임스 실렛 및 조셉 스탠다드 의 그림을 포함하여 서틀이 구성했다.   서틀이 Norwich 근처에 있는 조지 빈센트 의 유화 Trowse Meadows(1828년에 처음 전시됨)의 액자를 만들었을 때, 그는 그것의 수채화 버전을 만들었다. 그의 트레이드 라벨은 초기 '서틀, Miniature Painter, & Drawing Master'에서  년대에 사용된 정교한 'Carver, Gilder, Picture Frame and Looking Glass Manufacturer, Wholesale and Retail'에 이르기까지 여러 형태를 취했다.
아직도 서틀의 액자에 있는 그림은 그가 사망한 해인 1839년 이전의 것으로 추정할 수 있다. 그해 사업을 인수한 윌리엄 보스웰은 처음에 자신의 레이블에 'Late 서틀'을 괄호 안에 넣었다.  1922년에 W. Boswell & Son은 출판물 중 하나에서 "서틀은 잘 알려진 프레임 제작자였으며 지금은 그와 비교할 수 없는 유명한 스위프 프레임의 제작자이기도 했다. 여전히 작지 않은 명성을 가진 예술가이다." 

#### 예술적 경력

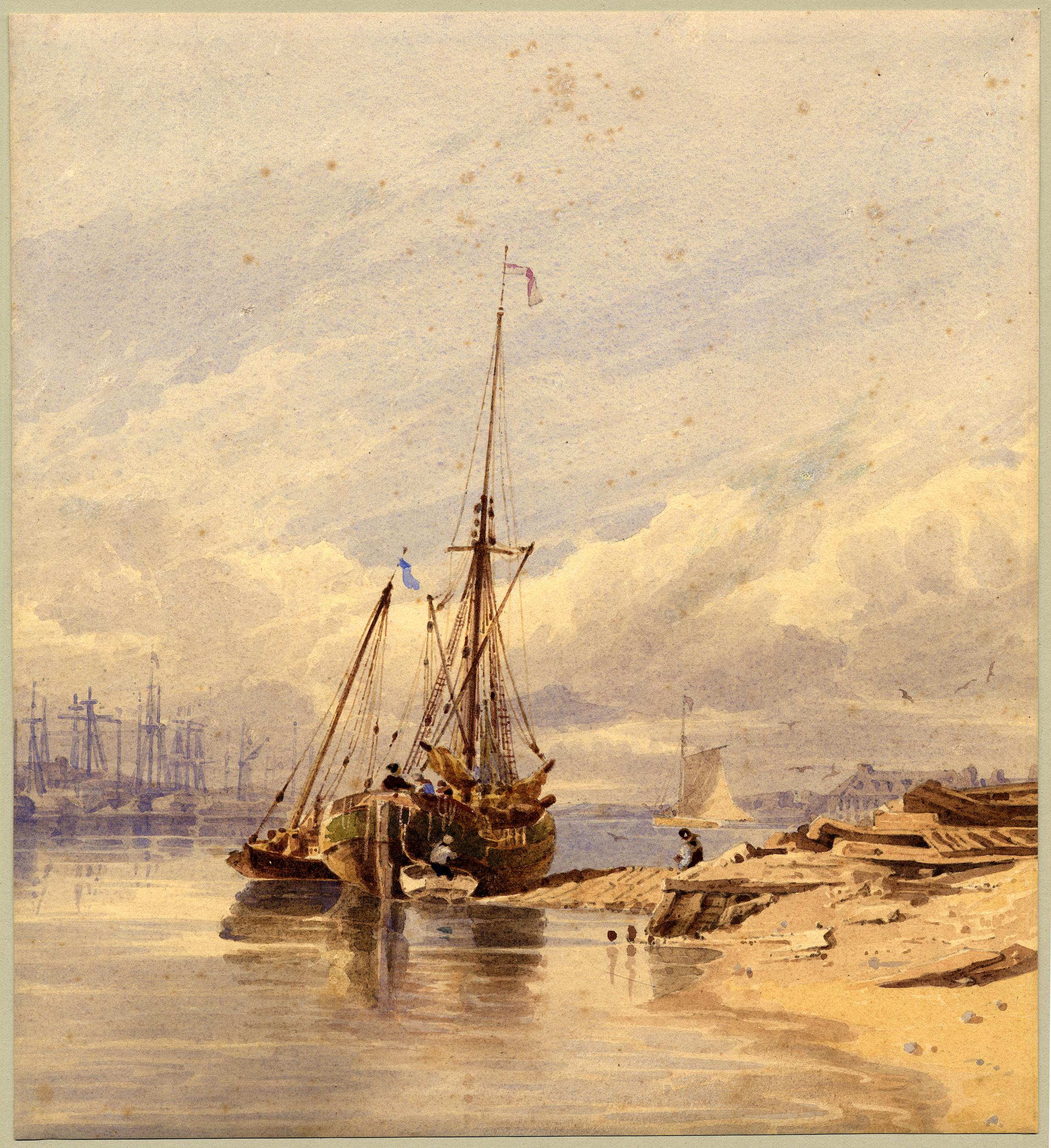
Gorleston의 River Yare, 선박 포함 (날짜 없음), 대영 박물관

미술사학자 Marjorie Allthorpe-Guyton은 예술가로서 서틀의 발전을 네 가지 기간으로 도표화했다. 첫 번째 기간 동안 경 1803년 – 1808년, 그는 작품을 거의 만들지 않았고 그의 스타일은 요동쳤다. 1808년부터 1813년까지의 다음 기간은 코트만의 강력한 영향으로 표시된다. 그의 세 번째 기간인 1813년부터 1819년까지 그의 기사 스타일이 보다 관습적이고 덜 사실적으로 돌아왔을 때 그는 미술사학자 앤드류 헤밍웨이가 "놀라울 정도로 자연스럽고 확실한 스케치"라고 묘사한 것을 야외에서 제작했다. 1819년 이후 그는 작품을 거의 만들지 않았다. 
서틀의 초기 알려진 작품은 그의 풍경 풍차( The Windmill, 1800)로,  그에게는 특이한 주제였는데, 그는 처음으로 풍경이 아닌 다른 주제의 초상화와 그림을 전시했다. 1806년까지 그는 풍경화의 생산량을 늘리기 시작했고 수채화 장르의 거장으로 두각을 나타내기 시작했다.   1803년 크롬과 로버트 래드브룩은 빈센트, 찰스 호지슨, 다니엘 코핀, 제임스 스타크, 로버트 딕슨을 포함한 노리치 예술가 협회를 결성했다. 1805년 그들의 첫 번째 전시회는 런던 밖에서 만들어진 최초의 영국 예술 운동인 노리치 화가 학교의 시작을 알렸다.  은 5명의 주요 작가 중 한 명으로 5개의 그림을 전시했다. 
서틀은 노리치 화가 학교의 주요 인물이었다.  그는 아마도 Norwich Society of Artists의 창립 멤버였을 것이다. 그는 사회의 첫해에 미니어처 만 보여 주면서 전시했다. 뇌우 와 야레 강, 웬섬 강을 그리는 풍경화가가 된 후, 그의 전시 작품의 성격이 바뀌었다. , 코트만 및 서틀은 Norwich School의 예술가들에게 영감의 원천이었다.  은 1806년부터 1812년까지 협회의 부회장을 역임했다. 그의 전시 작품 생산량은 최고 17점(1806년 제작)에서 감소하여 1817년에는 단 6  전시했고 그 다음 해에는 한 작품도 전시하지 않아 총 97점이 되었다. 1808년 런던의 왕립 아카데미.  그의 사업상 책임으로 인해 전업 예술가로 일할 수 없었고 마지막 병에 걸렸을 때 그림을 그만 두었다. 

#### 결혼

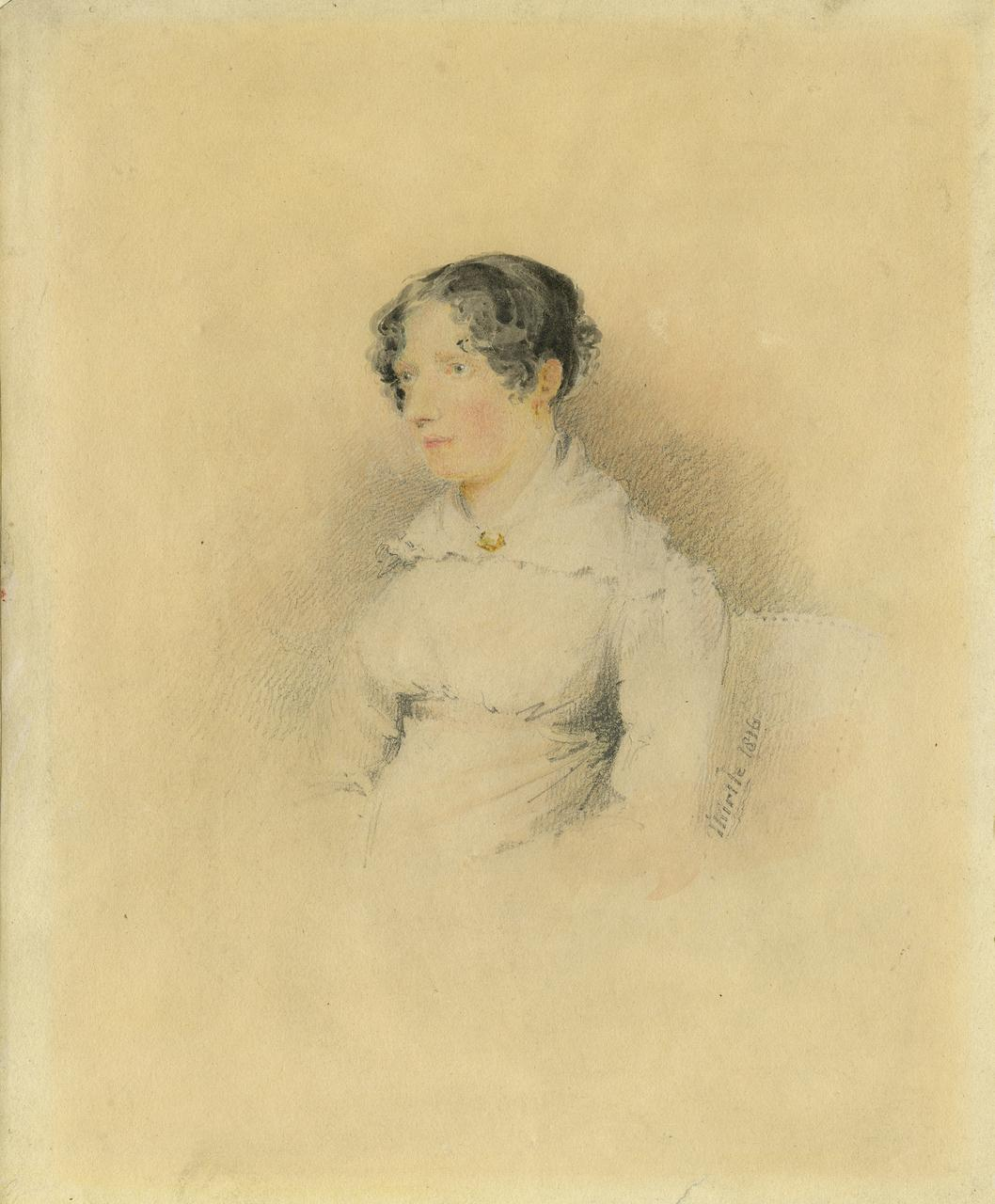
예술가의 아내 엘리자베스 마일스의 초상 (1816), 노퍽 박물관 컬렉션

1812년 10월 26일 서틀은 North Norfolk에 있는 작은 지주 가문 출신인 Felbrigg 의 엘리자베스 마일스와 결혼했다. 그녀의 여동생 Ann은  년 전에 코트만과 결혼했다. 서틀과 엘리자베스는 그가 35년 전에 세례를 받은 Norwich에 있는 교회인 St Saviour's에서 결혼했다. 결혼은 서틀의 예술적 스타일에 영향을 준 코트만과 긴밀한 관계를 맺었다.  예술가는 아마도 1808년경 코트만이 Norwich Cathedral 의 내부 그림을 제작할 때 함께 작업했을 것이다. 이때부터 서틀의 유사한 그림이 살아남았기 때문이다.  Miles 자매는 아마추어 화가였으며  년 Norwich Society of Artists 전시회에서 작품을 선보였다  결혼 생활은 아마도 자녀가 없었을 것이다. 

#### 노리치 예술가 협회 탈퇴
1814년 서틀은 Norwich Society of Artists의 회장으로 선출되었지만 1816년에 탈퇴하여 Norfolk and Norwich Society of Artists를 구성한 세 명의 주요 예술가 중 한 명이었다.  전시 수익금 사용에 대한 의견 불일치로 인해 탈퇴가 발생했다. 이로 인해 서틀은 Theatre Plain에 있는 Shakespeare Tavern의 일부를 임대하고 자신의 전시회인 The Twelfth Exhibition of the Norfolk and Norwich Society of Artists를 개최하여 다른 전시회와 경쟁하게 되었다. 
서틀의 1806년 생산량 감소는 1811년에 실망을 표명한 지역 언론에 의해 보도되었다. 그의 직업은 두 배로 유감스러운데, 그 이유는 그가 그토록 결정적인 탁월함을 입증해 온 특별하고 아름다운 수채화 부문에서 가장 높고 홀로 서 있기 때문이다." 서틀은 그림을 계속 그렸지만 1818년부터 1828년까지 아무것도 전시하지 않았다 
언젠가 코트만이 Excursions in the County of Norfolk (1818)에 그림을 기고하는 동안 서틀은 처남을 돕기 위해 Great Yarmouth 로 갔지만 그의 그림은 출판된 작업에 나타나지 않았으며 아마도 코트만을 도왔을 것이다. 그의 교육 활동을 덜어주는 방식으로 했다. 

### 이후의 삶

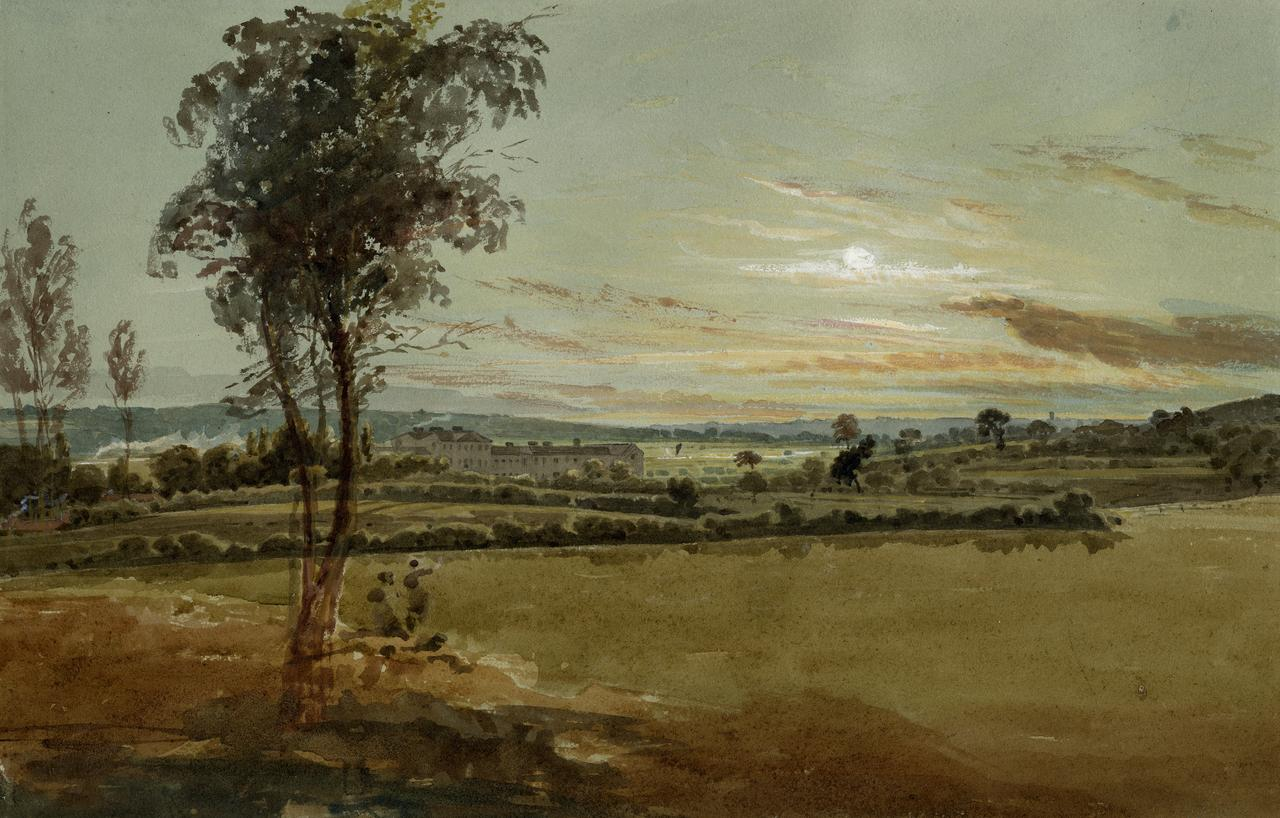
Thorpe 병원이 있는 일몰 풍경, Norwich (1828), Norfolk Museums Collections; 색종이 를 사용하는 서틀의 경향을 보여주는 성공적인 예이다.

1824년에 서틀은 제자를 맡았다. 그는 토마스 브로필드에게 고용되어 그의 딸 매리 캐서린을 가르치고 제임스 패티슨 도 가르쳤다. 서틀의 어머니는  년에 사망했다. 1825년에 사망한 그의 아버지로부터 물려받은 유산은 1825년이 그가 독립적으로 소유한 재산을 가진 것으로 알려진 첫 해이기 때문에 남은 생애 동안 그에게 약간의 재정적 안정을 제공했을 수 있다. 
1833년 Norwich Society of Artists가 해체된 후에도 서틀을 비롯한 주요 예술가들은 계속 활동했다. 그는 계속해서 액자를 제작하고 Peter De Wint 의 작품을 연상시키는 강 풍경을 그렸다. 그의 그림과 그림은  년 사망 당시 서틀의 작품 70점을 소유한 다작의 수채화가이자 에칭가인 Lound에 의해 수집되었다. Lound의 Devil's Tower 에칭 - Carrow Bridge를 바라보며 (1832) 서틀의 원래 수채화를 "서틀이 확립한 색조 균형을 완벽하게 전달하는" 표현으로 만들었다. 
서틀은 수년 동안 결핵에 시달린 것으로 알려져 있다. 미술사학자 데릭 클리포드(Derek Clifford)는 이 후기 그림의 더 강하고 더 자유롭게 표현된 방식에 대해 논평했지만 이것은 그의 작업 결과에 크게 방해가 되었다.  은 1839년 9월 30일 Norwich에서 결핵으로 사망하여 Norwich의 Rosary Cemetery 에 묻혔다.  과 그의 아내의 무덤 상자는 섹션 E에서 찾을 수 있다(참조 E759 Sq(uare)). 그의  후 프레이밍 사업은 William Boswell이 인수했다. 1838년에 작성되어 1839년 12월에 증명된 서틀의 짧은 유언장에서 그는 자신을 조각가이자 도금공으로 묘사했다. 그는 £ 2,000 (   194,500  )  의 합계를 아내 엘리자베스에게 남겼다.  그녀는 1882년 95세의 나이로 그보다 오래 살았다 

## 스타일과 기술

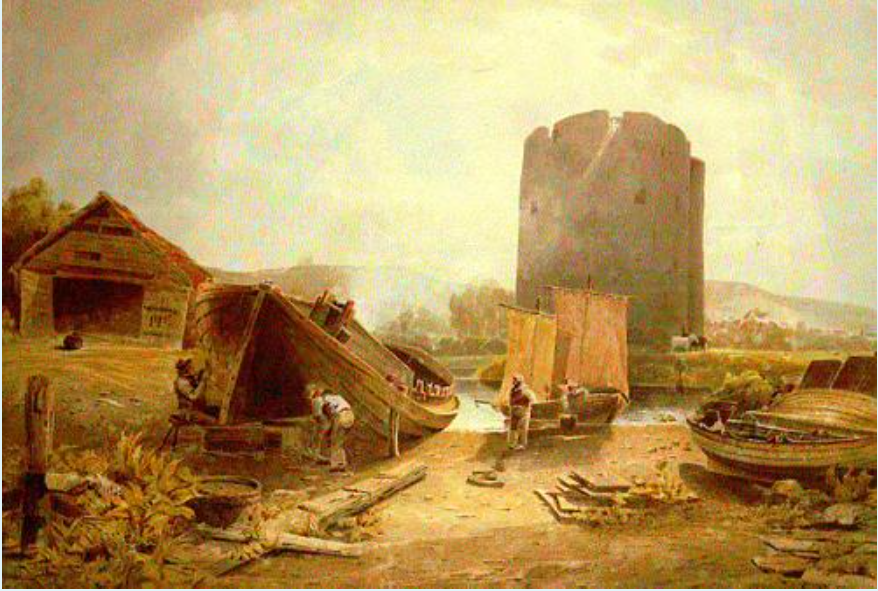
Boat Builder's Yard, Cow's Tower 근처, Norwich (1812), Norfolk Museums Collections

존 서틀은 Norwich에서 79점의 작품을 전시했으며, 그 중 대다수는 도시 또는 Norfolk 시골 지역이었다. 그의  은 영국의 수채화가 Thomas Girtin 과 Crome 및 코트만과 같은 Norwich School의 동료 구성원의 영향을 받았다.  은 기술적으로 완성된 작품을 제작하여 코트만에 응답했다. Walpole은 그들이 "아무에게도 대답할 수 없는 매우 독립적인 정신"에 의해 제작되었다고 언급한다.   서틀과 동시대 예술가였던 Henry Ladbrooke는 다음과 같이 썼다.  의 수채화는 코트만의 수채화와 쉽게 구별될 수 있으며 그의 기한이 없는 수채화 Old Waterside Cottage, Norwich 와 같이 때때로 그의 영향력을 보여준다. 그는 일반적으로 코트만이 정기적으로 사용하는 플랫 워시를 사용하지 않았다.  완성된 큰 그림 The Boatyard, Near The Cow Tower, Norwich (1812)는 코트만의 영향과는 무관하며 주의 깊게 관찰된 조명 효과에 더 많이 의존하기 때문에 더 자연주의적이다. 
서틀은 유화를 시도했지만 수채화로 유명하다. The Times는 1886년 7월 Norwich School의 잘 알려지지 않은 구성원의 작품 전시회를 발표하면서 그를 "훌륭한 초상화가이자 수채화의 매력적인 조경가, 그의 그림은 관찰로 가득 차 있고 자유, 폭 및 섬세함으로 다루어졌다"라고 설명했다. 정말 놀랍는다." 그는 야외 현상의 수채화가로서 Crome과 코트만을 능가했다.  1808년부터 1813년까지 그의 초기 풍경화는 현재 옥스퍼드의 애슈몰린 박물관에 있는 Binham Abbey의 내부 (1808)에서 볼 수 있듯이 주로 제한된 범위의 담황색, 파란색 및 회갈색으로 그렸다. 

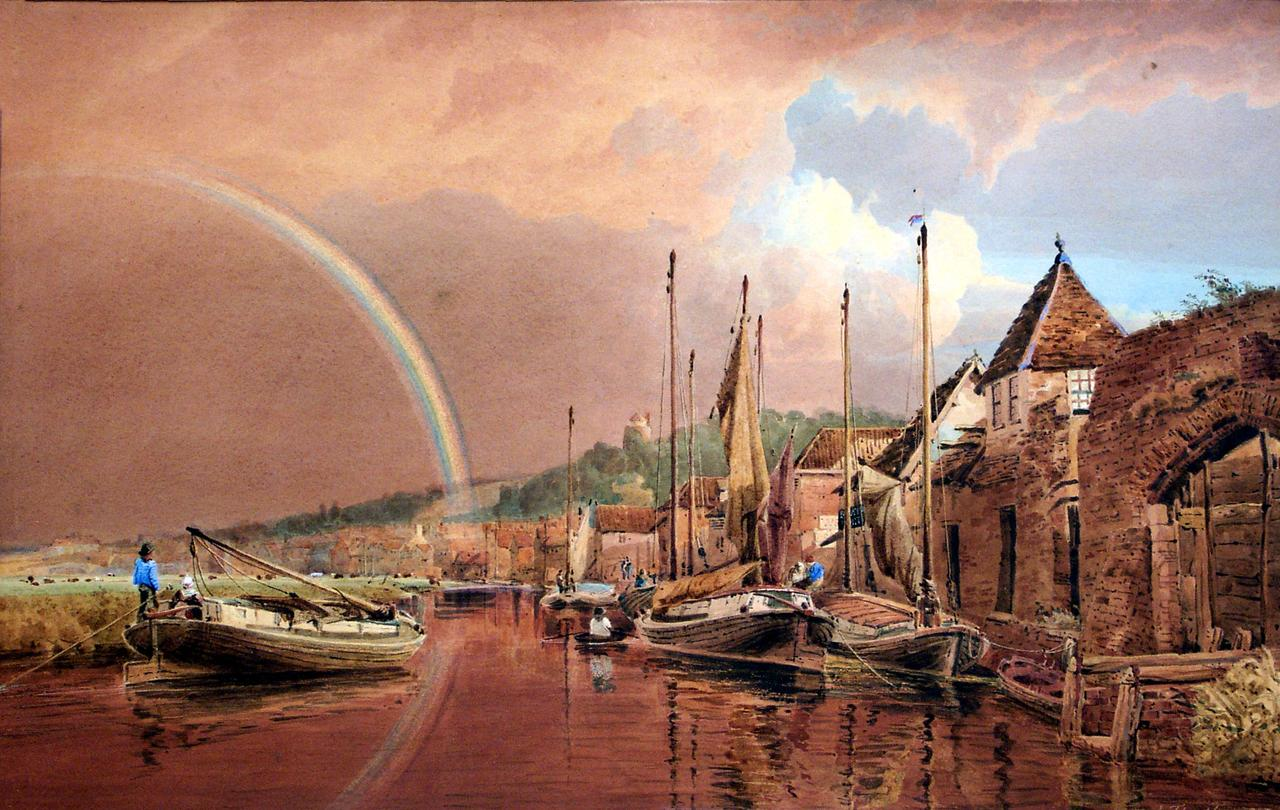
강의 무지개 효과, King Street, Norwich (1817), Norfolk Museums Collections

그의 후기 그림(1814 – 1819년에 제작)으로 그는 절정에 이르렀고 미술사학자 Margorie Allthorpe-Guyton에 따르면 그의 장면은 "맑고 은빛 색조와 광범위하고 확실한 세척"으로 칠해졌다. 그는  해서 더 밝은 색상으로 그림을 그리며 각진 블록 형태를 포함하는 작품을 제작했다. Clifford는 서틀이 자신의 주제를 강요되지 않고 무의식적인  으로 조화롭게 구성하는 능력을 칭찬했지만 "영향을 받지 않고 선택되지 않은 자연 덩어리의 인상을 주는" 능력이 Crome보다 적었다고 언급했다.  서틀을 De Wint 및 Joshua Cristall 과 함께 순위가 매겨지는 "뛰어난 변수가 있는" 수채화 아티스트로 묘사한 Hemingway는  공간의 느낌을 만드는 서틀의 능력을 "예외적"이라고 설명한다.  노포크의 강변 풍경을 그린 그의 사진에는 왼쪽에서 물 위를 미끄러지듯 나아가는 배라는 그의 스타일 특유의 특성이 있다. 
서틀의 Manuscript Treatise on Watercolor는 1810년 이전에 작성되지 않았으며  현재 Norwich Castle Museum 에 있다. 그것은 미래를 위한 그의 아이디어를 영속화하는 수단이라기보다는 그 자신이 사용하기 위한 참조 설명서에 더 가깝다. 그의 논문 외에 서틀이 쓴 것은 살아남은 것으로 알려져 있지 않다.  이 논문은 예술가로서의 작품에 대한 서틀의 접근 방식에 대한 다큐멘터리 증거를 제공하는 미술사학자에게 중요한 문서이다.  Allthorpe-Guyton은 1810년 이후로 거슬러 올라가며, 19세기 초에 도입된 보라색 및 갈색 꼭두서니 와 같은 색소를 언급한다.  아커만의 New Drawing Book (1809)과 같은 출판된 작품의 의역에서 만들어진 기술 지침 및 관찰의 조직화되지 않은 모음으로 구성된다.  의 안료 목록은 아커만의 것보다 길고 윌리엄이 그의 Rudiments of Landscape Drawing (1812)에서 제시한 것보다 더 길다. 파인과 서틀은 남색의 사용을 설명하고 하늘, 건물 및 나무를 채색하는 방법을 제공한다.  에서 서틀은 날씨 묘사에 대한 그의 관심과 그림 같은 방식으로 회화에 대한 현대적 아이디어에 대한 그의 반대를 보여준다. 그것은  가 "고전적 미학의 저조"라고 묘사한 것을 포함하고 있으며, 존 버니 크롬 의 강의 Painting and Poetry 에서도 발견된다. 

### 인디고 사용

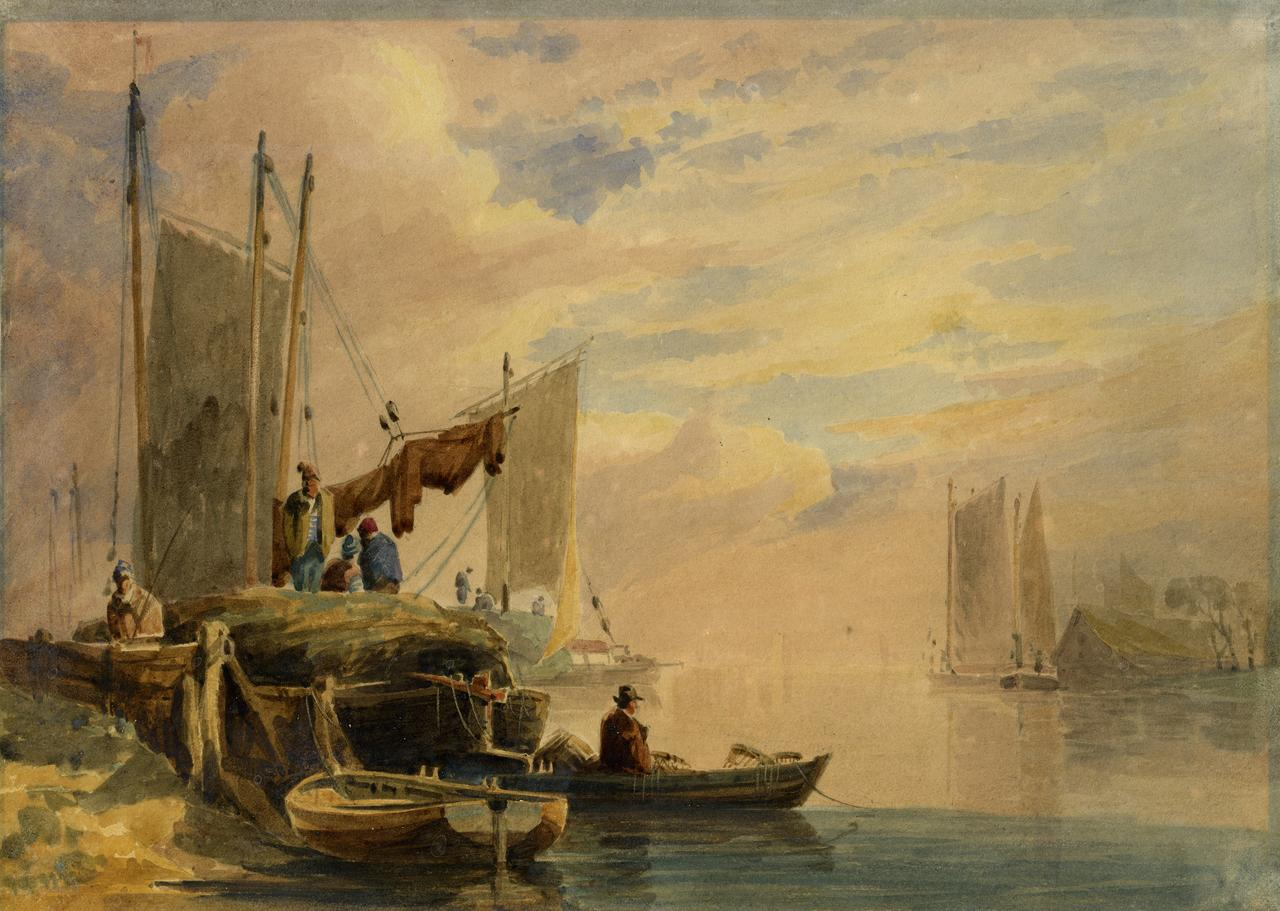
짐을 실은 Wherries와 Figures(기한 없음), Norfolk Museums Collections가 있는 강 풍경

서틀은 콩과의 종인 indigofera tinctoria 에서  고운 회색을 생산하기 위해 천연 인디고 색소를 사용했다.  그는 노리치의 현지 딜러가 판매하는 값싼 인디고를 사용했을 수 있다.  안료를 사용한 수채화는 빛에 노출되면 안료가 붉게 변색되어 품질이 저하되었다. 그의 그림의 이러한 특징은 모든 그림에 적용될 수는 없지만 때때로 서틀의 작품은 모두 이런 식으로 영구적으로 망가진 것으로 추정된다. 마찬가지로, 다른 화가들이 인디고를 사용했다는 것은 그들의 작품이 때때로 서틀의 작품으로 잘못 간주되었음을 의미했다. 
이러한 작업의 예는 날짜가 표기되지 않은 연필과 수채화 로 가득 찬 Wherries와 Figures가 있는 그의 River Scene이다. 하늘과 바다의 분홍색 빛은 원래의 회색빛이 도는 파란색의 퇴색으로 인해 의도치 않게 발생했다. 서틀이 생성한 원래 색상은 빛에 훨씬 적게 노출된 그림 가장자리 주변에서 여전히 볼 수 있다.  서틀의 논문의 한 섹션에서는 페이딩 효과에 대한 언급 없이 하늘을 칠할 때 인디고를 어떻게 사용했는지 설명한다.

## 유산

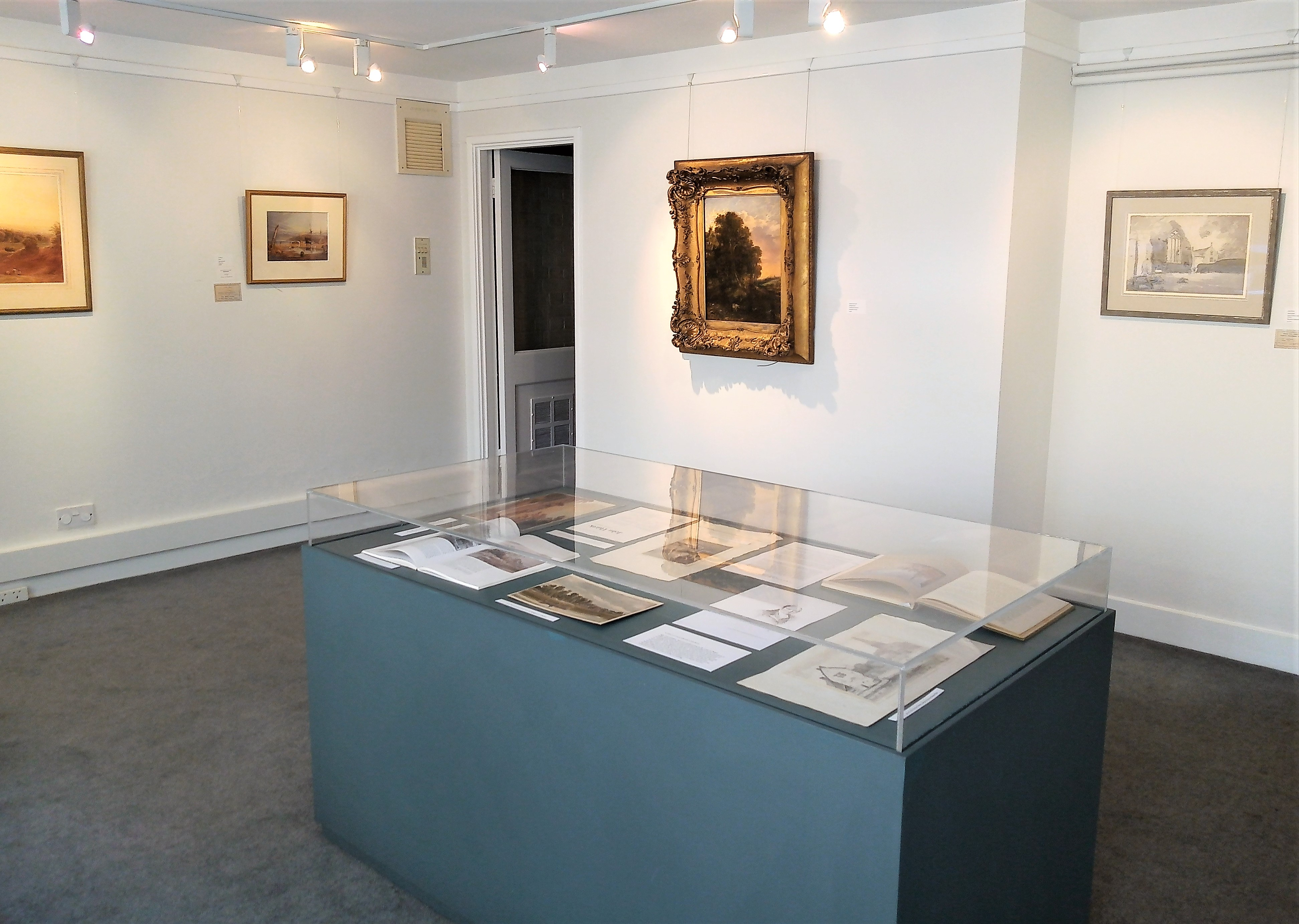
2022년 노리치 Mandell's Gallery에서 열린 존 서틀의 작품 전시회

서틀은 그의 작품에 대해 지역 언론에서 칭찬을 받았지만  그의 작품을 더 정기적으로 전시하지 않는다는 비판을 받았다.  19세기 후반에 그는 무명 상태에 빠졌고  Allthorpe-Guyton은 노리치 외부에서 더 잘 알려지는 데 성공하지 못한 탓으로 돌린다. 
서틀의 그림 전시회는 1886년 Norwich Art Circle에서 처음 열렸다. 그의 사망 100주년을 기념하기 위해 1939년 노리치 성 에서 그의 작품 중 일부가 전시되었지만 제2차 세계대전이 발발하면서 강제로 폐쇄되었다.
1977년 Norwich Castle에서 서틀과 그의 동시대 작가들의 2년마다 그림 전시회가 열렸다.  에 관한 그의 논문은 전시 카탈로그에 처음으로 실렸다. 

## 평가
존 서틀 (1784년-1839년)은 풍경화와 건축 작품으로 유명한 영국 화가였다. 그는 영국 노리치에서 태어났고 주로 노퍽과 서퍽 지역에서 일했다.
서틀은 Norwich School of Artists와 연관된 예술가 그룹인 Norwich School of Painers의 영향을 받았다. 그의 스타일은 시골과 건축물의 자연적인 아름다움을 담아내며 세부에 세심한 주의를 기울이는 것이 특징이었다.
서틀은 종종 강, 목초지, 숲을 포함한 시골 풍경을 묘사했다. 그의 그림은 빛, 그림자, 그리고 대기 효과에 대한 예리한 관찰을 보여주었고, 그의 작품에서 평온함과 조화를 만들었다.
풍경화 외에도, 서틀은 건축 주제, 특히 노리치의 주목할 만한 건물들과 역사적인 장소들도 그렸다. 그의 건축 작품들은 강한 원근감과 건축적 정확성을 보여주었다.
비록 서틀의 경력은 비교적 짧았지만, 그의 작품들은 그들의 기술적인 기술과 영국 시골의 아름다움을 전달하는 예술가의 능력으로 존경을 받는다. 오늘날, 그의 그림은 노리치 성 박물관과 미술관을 포함한 다양한 개인 및 공공 컬렉션에서 찾을 수 있다.
특정 예술가에 대한 정보는 제한적일 수 있으며, 추가 연구를 통해 존 서틀의 삶과 예술적 기여에 대한 더 많은 통찰력을 제공할 수 있다.
존 서틀은 그의 작품으로 인해 평가받는 몇몇 측면이 있다. 그의 작품은 자연의 아름다움과 건축물의 세부 사항에 대한 꼼꼼한 관찰력을 잘 담아냈다. 그의 풍경화는 조용하고 조화로운 분위기를 조성하며, 빛과 그림자, 대기의 효과를 정교하게 표현했다.
서틀은 주로 영국 시골 풍경을 그렸으며, 특히 강, 초원, 숲 등을 다루었다. 그의 작품은 자연의 아름다움을 섬세하게 담아내었으며, 조용하고 평온한 분위기를 갖추고 있다.
또한 서틀은 건축물을 다루는 작품도 많이 그렸다. 특히 노리치(Norwich)의 유명한 건물과 역사적인 장소를 주제로 했다. 그의 작품은 탁월한 원근감과 건축적 정확성을 보여준다.
존 서틀은 그의 작품에서 자연과 건축물을 훌륭하게 묘사한 기술적 솜씨로 평가받고 있다. 그의 작품은 영국 시골의 아름다움을 전하면서도 조용한 매력을 풍기고 있다. 그러나 그의 작품에 대한 평가는 개인의 취향과 감성에 따라 다를 수 있다.

### 서적
- Allthorpe-Guyton, Marjorie (1977). 《John Thirtle, 1777–1839: Drawings in Norwich Castle Museum》. London: Norfolk Museums Service. ISBN 978-0-903101-23-3.
- Beard, Geoffrey; Gilbert, Christopher, 편집. (1986). 《Dictionary of English Furniture Makers 1660–1840》. Leeds.
- Church, Arthur Herbert (1890). 《The Chemistry of Paints and Painting》. London: Seeley & Co. OCLC 1147806133.
- Clifford, Derek Plint (1965). 《Watercolours of the Norwich School》. London: Cory, Adams & Mackay. OCLC 1624701.
- Cundall, Herbert Minton (1920). 《The Norwich School》. London: Geoffrey Holme Ltd. OCLC 472125860.
- Dickes, William Frederick (1906). 《The Norwich School of Painting: being a full account of the Norwich exhibitions, the lives of the painters, the lists of their respective exhibits, and descriptions of the pictures》. London; Norwich: Jarrold & Sons Ltd. OCLC 192940599.
- Fawcett, Trevor (1978). “Eighteenth-Century Art in Norwich”. 《The Volume of the Walpole Society》 (London: Pitman Press) 46: 71–90. ISSN 0141-0016. JSTOR i40086427.
- Hamlin, Philip Edward (1986). 《Rosary Cemetery: Monumental Inscriptions 1819–1986 & Burials 1821–1837》. Norfolk Genealogy 18. Norwich: Norfolk & Norwich Genealogical Society. OCLC 16517725.
- Hardie, Martin (1966). 《Water-colour Painting in Britain: The Romantic Period》 II. London: B.T. Batsford Ltd. ISBN 978-0-7134-0717-4. (등록 필요)
- Hemingway, Andrew (1977). “John Thirtle at Norwich”. 《The Burlington Magazine》 119 (893): 588–591. ISSN 0007-6287. JSTOR 878848.
- Kitson, Sydney D. (1982). 《The Life of John Sell Cotman》. London: Rodart Reproductions Ltd. ISBN 978-0-9503307-1-6.
- Moore, Andrew W. (1985). 《The Norwich School of Artists》. Her Majesty's Stationery Office & Norwich Museums Service. ISBN 978-0-11-495239-6.
- Scott, Peter Kennedy (1998). 《A Romantic Look at Norwich School Landscapes》. Ipswich: Acer Art Publishing. ISBN 978-0-9534711-1-9.
- Searle, Geoffrey R. (2015). 《Etchings of the Norwich School》. Norwich: Lasse Press. ISBN 978-0-9568758-9-1.
- Walpole, Josephine (1997). 《Art and Artists of the Norwich School》. Woodbridge: Antique Collectors' Club. ISBN 978-0-9559320-4-5.

### 작품
- Works by 서틀 held in the Norfolk Museums Collections
- Works by 서틀 in the Victoria and Albert Museum
- Works by 서틀 in the Yale Center for British Art, New Haven, Connecticut
- Works by 서틀 (including several prints by Thomas Lound after 서틀) at the British Museum

### 기타 링크
- 사진 작가 George Plunkett 의 Norwich Magdalen Street 건물 사진 . 사진은 서틀 가족이 거주하고 일하던 Norwich 지역(Elephant Yard 및 서틀의 집을 포함)이 철거되기 전에 찍은 것이다.